# Peter Arnison

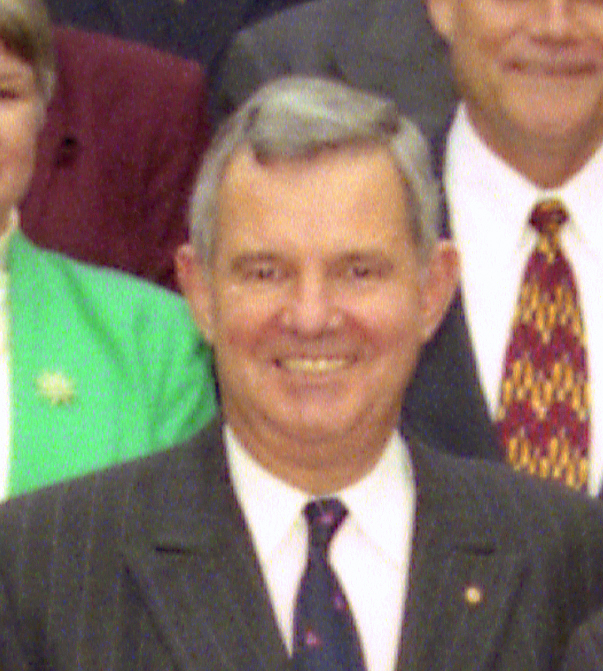
Peter Arnison

Peter Maurice Arnison AC CVO (* 21. Oktober 1940 in Lismore, New South Wales) ist ein australischer Offizier und Politiker.
Er machte 1962 am Royal Military College Duntroon seinen Abschluss. Von 1994 bis Juni 1996 war er Land Commander Australia der Australian Defence Force. Danach wurde er aus der Armee in den Ruhestand verabschiedet.
Von Juli 1997 bis Juli 2003 war er Gouverneur von Queensland.
Bevor er Gouverneur von Queensland wurde, war er für ein Jahr Geschäftsführer des Unternehmens Allied Rubber Products.
Derzeit ist er Kanzler der Queensland University of Technology, Vorstand mehrerer Unternehmen und Vereinigungen sowie Direktor der Australian Multicultural Foundation.
| Personendaten    | Personendaten                        |
| ---------------- | ------------------------------------ |
| NAME             | Arnison, Peter                       |
| ALTERNATIVNAMEN  | Arnison, Peter Maurice               |
| KURZBESCHREIBUNG | australischer Offizier und Politiker |
| GEBURTSDATUM     | 21. Oktober 1940                     |
| GEBURTSORT       | Lismore, New South Wales             |